# IYogi
iYogi est une compagnie indépendante qui fournit des services d’assistance technique à distance à travers le monde. Basée à Gurgaon, en Inde, iYogi compte aujourd’hui des clients internationaux se trouvant aux États-Unis, au Royaume-Uni, aux Émirats arabes unis, en Australie, au Canada, au Bahreïn, au Koweït, à Oman, au Qatar et en Arabie Saoudite. iYogi propose une gamme de services en vue d'informer les utilisateurs pour ce qui est de l’installation, l’entretien ou la réparation d’appareils informatiques tels que les ordinateurs, les appareils photos, les lecteurs MP3, etc. La compagnie a récemment lancé ses services de support technique des systèmes d'exploitation Apple.Sequoia Capital, Draper Fisher Jurvetson,Canaan Partners, SAP Ventures, et SVB India Capital Partners sont les compagnies qui ont investi en capital risque dans l'entreprise d'iYogi qui a été reconnue par Red Herring parmi les 100 compagnies privées mondiales les plus innovatrices en 2008. En 2010, Deloitte classe iYogi parmi les trois compagnies indiennes en plein développement dans le domaine de la technologie.

## Historique
Fondée en 2007 par Uday Challu et Vishal Dhar, iYogi emploie plus de 6000 personnes au sein de sa plateforme technologique mondiale nommée iMantra,.
En 2009, la compagnie annonce l'acquisition de Clean Machine Inc, fournisseur à distance de services de sécurité et de gestion des performances des ordinateurs et nomme Larry Gordon président des ventes en chaîne mondiales. En 2010, les revenus d'iYogi atteignent 30 millions de dollars à la suite d'investissements en capital-risque avancés par des compagnies telles que Sequoia Capital et Draper Fisher Jurvetson. En 2011, trois directeurs indépendants se joignent à iYogi : Sridar Iyengar, Subhash Lallah, et Chandra Gujadhur.
En mai et avril 2012, la compagnie lance respectivement son Digital Home Plan ainsi qu'une plateforme de recrutement, Business Nonstop.

## Initiative de recherche iYogi Insights
iYogi fait participer ses abonnés dans le cadre de recherches visant à faire comprendre la relation qu'entretiennent les utilisateurs avec la technologie. Des échanges fréquents avec plusieurs abonnés permettent de comprendre la manière dont se comportent les utilisateurs avec la technologie. Par exemple, une récente étude montre que 33 % des parents approuvent l'utilisation de l'iPad pour leurs enfants.

## Direction
- Uday Challu
- Vishal Dhar
- Prathap Suthan
- Larry Gordon
- Sarvesh Goorha[18]

## Emplacement et partenaires
Le siège d'iYogi se situe à Gurgaon en Inde. La compagnie possède également un bureau à New York, aux États-Unis.
Ses partenaires comptent:
- Al-Futtaim Group. La coopération avec ce conglomérat permet à la compagnie de faire parvenir ses services aux pays du Conseil de coopération du Golfe[20].
- Carbonite, partenaire depuis mai 2010[21].
- Infinite Computer Solutions. À la suite de cet arrangement, iYogi opère un centre de services à Bangalore[22].
- Verizon Business[23].
- IBM, partenaire depuis février 2010. Cet accord a également pour objectif d'étendre les services de la compagnie[24].

## Plateforme
iMantra est utilisée sous licence dans d'autres pays créant une source de revenus grâce aux abonnements vers des services autonomes à travers le monde.

## clientèle
iYogi prétend avoir plus de 2,5 millions d'utilisateurs dans 10 pays . Il y a des commentaires mitigés de ses clients, allant d'un extrême à l'autre,,.

## Polémique
En mars 2012, Avast Antivirus met un terme à une coopération de plus de deux ans pendant laquelle iYogi avait fourni une assistance en ligne gratuite à la société AVAST Software. iYogi a été accusée d'avoir vendu ses services techniques aux utilisateurs d'Avast; ses développeurs avaient jugé cela inutile et coûteux.